# Renato (album)
Renato è il quinto album in studio della cantante italiana Mina, pubblicato dall'etichetta Italdisc a dicembre del 1962.

## Storia
Raccolta della maggior parte dei titoli già pubblicati su 45 giri durante il 1962, con l'aggiunta di Sabato notte ed Un tale del 1961 e dell'inedito Chopin cha cha. Rimangono fuori i brani dell'ultimo 45 giri del 1962 stampato a ottobre. Come consuetudine, questo viene considerato un album in studio di Mina e non una compilation, come tra l'altro indicato anche nella discografia presente nel suo sito ufficiale. Tranne Renato e Sabato notte di Piero Gosio, gli altri arrangiamenti sono di Tony De Vita che accompagna Mina con la sua orchestra in tutto l'album. Chopin cha cha è l'unico inedito, mai pubblicato su singolo e successivamente solo nella raccolta ufficiale Mina interpretata da Mina del 1965. Molte canzoni del disco sono state incise da Mina anche in altre lingue.
L'album appare per prima volta su supporto CD nel 1992, pubblicato dalla Raro! Records (528 619-2). Nel 2009 è stato rimasterizzato su vinile da 180 grammi dalla Halidon (HCLP 10).
Tutti i brani sono stati inseriti nell'antologia in 3 CD Ritratto: I singoli Vol. 2 del 2010 per l'etichetta Carosello Records.

## Tracce
Lato A
1. Renato (Renata) – 2:08 (testo: Alberto Testa, Renato De Carli – musica: Alberto Cortez; edizioni musicali Orchestralmusic)
2. Improvvisamente – 2:59 (testo: Antonio Amurri – musica: Gianni Ferrio; edizioni musicali Curci)
3. Da chi (Y de ahí) – 1:53 (testo: Giorgio Calabrese – musica: Miguel Gustavo; edizioni musicali Curci)
4. Le tue mani – 3:39 (testo: Machel Montano[4] – musica: Pino Spotti; edizioni musicali Ariston)
5. Chihuahua – 2:10 (testo: Giorgio Calabrese – musica: Antonia Bertocchi, Mansueto De Ponti; edizioni musicali Ariston)
6. Il soldato Giò – 2:04 (testo: Ornella Ferrari "Biri" – musica: Vincenzo Di Paola, Sandro Taccani; edizioni musicali C.A.M.)

Lato B
1. Vola vola da me – 2:18 (testo: Alberto Testa – musica: Vittorio Buffoli; edizioni musicali Orchestralmusic)
2. Eclisse twist – 2:50 (testo: Ammonio – musica: Giovanni Fusco; edizioni musicali C.A.M. / Ducale)
3. Stringimi forte i polsi – 2:31 (testo: Leo Chiosso, Dario Fo – musica: Fiorenzo Carpi; edizioni musicali Ritmi e canzoni)
4. Sabato notte – 2:36 (testo: Dino Verde – musica: Bruno Canfora; edizioni musicali Curci)
5. Chopin cha cha – 2:13 (Jorge Calandrelli; edizioni musicali Orchestralmusic)
6. Un tale – 3:27 (testo: Tritono[5] – musica: Bruno Canfora; edizioni musicali Curci)

## Classifiche
L'album, rispetto ai precedenti quattro, non debutta direttamente in Top 10, ma al 20º posto il 29 dicembre 1962. Arriva in Top 10 la settimana dopo, ma non arriva oltre al 9º posto, raggiunto il 26 gennaio 1963 e totalizzando 8 settimane in Top 10.
| Classifica (1963) | Posizione massima |
| ----------------- | ----------------- |
| Italia            | 9                 |